# Сакала (возвышенность)
Са́кала (эст. Sakala kõrgustik) — возвышенность на юге Эстонии, к юго-западу от озера Выртсъярв. Расположена в пределах уездов Вильяндимаа и Валгамаа, а также крайней юго-восточной части уезда Пярнумаа. Южные пределы немного заходят в Латвию, где эта возвышенность также называется Сакала (латыш. Sakalas augstiene).
Название возвышенности сохраняет память об исторической области Сакала, где в средневековье обитало одно из восьми крупнейших племён эстов, носивших то же имя.

## Описание
Максимальная высота над уровнем моря — 146 м, гора Рутумяги (эст. Rutumägi). Следующими по высоте являются горы Кярстна (эст. Kärstna mägi, 136 м) и Сюргавере (эст. Sürgavere, 128 м).
Рельеф возвышенности Сакала разнообразен: террасы, друмлины, овраги, моренные холмы и извилистые речные долины.